# فورینت مجارستان
فورینت مجارستان (مجاری: Magyar forint; انگلیسی: Hungarian forint) با کد ایزوی HUF، یکای پول رایج در کشور مجارستان است. مسئولیت کنترل فورینت بر عهدهٔ بانک مرکزی مجارستان قرار دارد. این واحد پولی در سال ۱۹۴۶ و در پی تورم افسار گسیخته وقت جایگزین پنگو شد.

## اسکناس‌ها

### سری ۱۹۴۶
نخستین سری از اسکناس‌ها در سال ۱۹۴۶ تنها با دو اسکناس ۱۰ و ۱۰۰ فورینتی با شیوه چاپ آفست به چاپ رسید که این شیوه از چاپ با کیفیت ضعیف خود در مدت یک سال بارها و بارها به آسانی جعل شد. بر روی این سری از اسکناس‌ها تصویر دو تن از کارکنان دفتر چاپ اسکناس نقش بسته است که به هدف چاپ عکسشان بر روی اسکناس ژست گرفته‌اند.
| نگاره | نگاره | بها    | ابعاد       | رنگ      | شرح                                                                    | شرح                                  | تاریخ       | تاریخ      | تاریخ        | تاریخ          |
| رو    | پشت   | بها    | ابعاد       | رنگ      | رو                                                                     | پشت                                  | چاپ         | انتشار     | خروج از گردش | پایان اعتبار   |
| ----- | ----- | ------ | ----------- | -------- | ---------------------------------------------------------------------- | ------------------------------------ | ----------- | ---------- | ------------ | -------------- |
|       |       | ۱۰ Ft  | ۱۵۵ × ۷۱ mm | سبز تیره | تصویر یک روزنامه‌نگار که برای چاپ روی اسکناس ژست گرفته                  | نشان ملی مجارستان                    | ۳ ژوئن ۱۹۴۶ | ۱ اوت ۱۹۴۶ | ۳۱ مارس ۱۹۴۸ | ۳۱ مارس ۱۹۴۸   |
|       |       | ۱۰۰ Ft | ۱۵۸ × ۷۲ mm | آبی تیره | تصویر یکی از کارمندان دفتر چاپ اسکناس که برای چاپ روی اسکناس ژست گرفته | دستانی نگه‌دارنده چکش و چند خوشه گندم | ۳ ژوئن ۱۹۴۶ | ۷ اوت ۱۹۴۶ | ۱ مه ۱۹۵۱    | ۳۱ دسامبر ۱۹۴۸ |

### سری ۱۹۴۷
دومین سری از اسکناس‌ها یک سال پس از سری پیشین خود روانه بازار شد. این اسکناس‌ها تحت فرمانروایی افراد مختلف با نشان‌های ملی متفاوتی به چاپ می‌رسیدند.
| نگاره                  | نگاره               | بها                 | ابعاد               | رنگ                   | شرح                           | شرح                                  | تاریخ               | تاریخ               | تاریخ               | تاریخ               |
| رو                     | پشت                 | بها                 | ابعاد               | رنگ                   | رو                            | پشت                                  | نخستین چاپ          | انتشار              | خروج از گردش        | پایان اعتبار        |
| نشان ملی لایوش کشوت    | نشان ملی لایوش کشوت | نشان ملی لایوش کشوت | نشان ملی لایوش کشوت | نشان ملی لایوش کشوت   | نشان ملی لایوش کشوت           | نشان ملی لایوش کشوت                  | نشان ملی لایوش کشوت | نشان ملی لایوش کشوت | نشان ملی لایوش کشوت | نشان ملی لایوش کشوت |
| ---------------------- | ------------------- | ------------------- | ------------------- | --------------------- | ----------------------------- | ------------------------------------ | ------------------- | ------------------- | ------------------- | ------------------- |
|                        |                     | ۱۰ Ft               | ۱۶۶ × ۷۲ mm         | سبز                   | شاندور پتوفی (۱۸۲۳–۱۸۴۹)      | نگاره «کناره رود» اثر یانوش یانکو    | ۲۷ فوریه ۱۹۴۷       | ۲۵ ژوئیه ۱۹۴۷       | ۳۰ سپتامبر ۱۹۹۲     | ۳۱ دسامبر ۱۹۹۳      |
|                        |                     | ۲۰ Ft               | ۱۶۶ × ۷۲ mm         | آبی                   | گرگی دوژا (۱۴۷۰–۱۵۱۴)         | مردی برهنه با چکش و خوشه گندم در دست | ۲۷ فوریه ۱۹۴۷       | ۱ اوت ۱۹۴۸          | ۳۰ سپتامبر ۱۹۹۲     | ۳۱ دسامبر ۱۹۹۳      |
|                        |                     | ۱۰۰ Ft              | ۱۶۶ × ۷۲ mm         | قرمز                  | لایوش کشوت (۱۸۰۲–۱۸۹۴)        | نگاره «پرواز از تندر» اثر کاروی لوتس | ۲۷ فوریه ۱۹۴۷       | ۱۴ اوت ۱۹۴۸         | ۳۱ دسامبر ۱۹۹۸      | ۳۱ دسامبر ۱۹۹۹      |
| نشان ملی ماتیاش راکوشی |                     |                     |                     |                       |                               |                                      |                     |                     |                     |                     |
|                        |                     | ۱۰ Ft               | ۱۶۶ × ۷۲ mm         | سبز                   | شاندور پتوفی                  | نگاره «کناره رود» اثر یانوش یانکو    | ۲۴ اکتبر ۱۹۴۹       | ۱ ژوئیه ۱۹۵۰        | ۳۰ سپتامبر ۱۹۹۲     | ۳۱ دسامبر ۱۹۹۳      |
|                        |                     | ۲۰ Ft               | ۱۶۶ × ۷۲ mm         | آبی                   | گرگی دوژا                     | مردی برهنه با چکش و خوشه گندم در دست | ۲۴ اکتبر ۱۹۴۹       | ۱ ژوئیه ۱۹۵۰        | ۳۰ سپتامبر ۱۹۹۲     | ۳۱ دسامبر ۱۹۹۳      |
|                        |                     | ۵۰ Ft               | ۱۶۶ × ۷۲ mm         | قهوه‌ای                | فرنتس راکوتسی دوم (۱۶۷۶–۱۷۳۵) | نگاره «نبرد کوروتس‌ها»                | ۱ سپتامبر ۱۹۵۱      | ۱۳ ژوئن ۱۹۵۳        | ۳۰ ژوئن ۱۹۹۶        | ۳۱ دسامبر ۱۹۹۶      |
|                        |                     | ۱۰۰ Ft              | ۱۶۶ × ۷۲ mm         | قرمز                  | لایوش کشوت                    | نگاره «پرواز از تندر» اثر کاروی لوتس | ۲۴ اکتبر ۱۹۴۹       | ۱ ژوئیه ۱۹۵۰        | ۳۱ دسامبر ۱۹۹۸      | ۳۱ دسامبر ۱۹۹۹      |
| نشان ملی یانوش کادار   |                     |                     |                     |                       |                               |                                      |                     |                     |                     |                     |
|                        |                     | ۱۰ Ft               | ۱۶۶ × ۷۲ mm         | سبز                   | شاندور پتوفی                  | نگاره «کناره رود» اثر یانوش یانکو    | ۲۳ مه ۱۹۵۷          | ۲۷ اکتبر ۱۹۵۹       | ۳۰ سپتامبر ۱۹۹۲     | ۳۱ دسامبر ۱۹۹۳      |
|                        |                     | ۲۰ Ft               | ۱۶۶ × ۷۲ mm         | آبی                   | گرگی دوژا                     | مردی برهنه با چکش و خوشه گندم در دست | ۲۳ مه ۱۹۵۷          | ۸ نوامبر ۱۹۶۰       | ۳۰ سپتامبر ۱۹۹۲     | ۳۱ دسامبر ۱۹۹۳      |
|                        |                     | ۵۰ Ft               | ۱۶۶ × ۷۲ mm         | قهوه‌ای                | فرنتس راکوتسی دوم             | نگاره «نبرد کوروتس‌ها»                | ۳ سپتامبر ۱۹۶۵      | ۱۵ ژوئن ۱۹۶۶        | ۳۰ ژوئن ۱۹۹۶        | ۳۱ دسامبر ۱۹۹۶      |
|                        |                     | ۱۰۰ Ft              | ۱۶۶ × ۷۲ mm         | قرمز                  | لایوش کشوت                    | نگاره «پرواز از تندر» اثر کاروی لوتس | ۲۳ مه ۱۹۵۷          | ۲۰ مارس ۱۹۵۹        | ۳۱ دسامبر ۱۹۹۸      | ۳۱ دسامبر ۱۹۹۹      |
|                        |                     | ۵۰۰ Ft              | ۱۷۴ × ۸۰ mm         | بنفش                  | اندره آدی (۱۸۷۷–۱۹۱۹)         | نمایی از بوداپست                     | ۳۰ ژوئن ۱۹۶۹        | ۲۱ اوت ۱۹۷۰         | ۳۱ اوت ۱۹۹۹         | ۳۱ اوت ۲۰۱۹         |
|                        |                     | ۱,۰۰۰ Ft            | ۱۷۴ × ۸۰ mm         | سبز روشن              | بلا بارتوک                    | تندیس «مادر و کودک» اثر فرنتس مدگشی  | ۲۵ مارس ۱۹۸۳        | ۲۷ ژوئن ۱۹۸۳        | ۳۱ اوت ۱۹۹۹         | ۳۱ اوت ۲۰۱۹         |
| نشان ملی مجارستان      |                     |                     |                     |                       |                               |                                      |                     |                     |                     |                     |
|                        |                     | ۱۰۰ Ft              | ۱۶۶ × ۷۲ mm         | قرمز                  | لایوش کشوت                    | نگاره «پرواز از تندر» اثر کاروی لوتس | ۱۵ ژانویه ۱۹۹۲      | ۱ ژوئیه ۱۹۹۲        | ۳۱ دسامبر ۱۹۹۸      | ۳۱ دسامبر ۱۹۹۹      |
|                        |                     | ۵۰۰ Ft              | ۱۷۴ × ۸۰ mm         | بنفش                  | اندره آدی                     | نمایی از بوداپست                     | ۳۱ ژوئیه ۱۹۹۰       | ۶ آوریل ۱۹۹۲        | ۳۱ اوت ۱۹۹۹         | ۳۱ اوت ۲۰۱۹         |
|                        |                     | ۱,۰۰۰ Ft            | ۱۷۴ × ۸۰ mm         | سبز روشن              | بلا بارتوک (۱۸۸۱–۱۹۴۵)        | تندیس «مادر و کودک» اثر فرنتس مدگشی  | ۳۱ اکتبر ۱۹۹۲       | ۵ نوامبر ۱۹۹۳       | ۳۱ اوت ۱۹۹۹         | ۳۱ اوت ۲۰۱۹         |
|                        |                     | ۵,۰۰۰ Ft            | ۱۷۴ × ۸۰ mm         | نارنجی مایل به قهوه‌ای | ایشتوان سچنیی (۱۷۹۱–۱۸۶۰)     | فرهنگستان علوم مجارستان              | ۳۱ ژوئیه ۱۹۹۰       | ۲۵ مارس ۱۹۹۱        | ۲۶ ژوئیه ۱۹۹۹       | ۲۶ ژوئن ۲۰۱۹        |

### سری ۱۹۹۷
در سومین سری، ابعاد اسکناس‌ها به تثبیت رسیده از آن پس تنها در ابعاد ۱۵۴ × ۷۰ میلی‌متر چاپ شدند. همچنین ویژگی‌های امنیتی اسکناس‌ها افزایش یافت. این اسکناس‌ها در شرکت چاپ اسکناس مجارستان با به‌کارگیری از کاغذهای تولید شده در شهر میشکولتس به چاپ رسیدند.
| نگاره | نگاره | بها       | ابعاد       | رنگ                  | شرح                     | شرح                                                       | تاریخ      | تاریخ          | تاریخ          | تاریخ          |
| رو    | پشت   | بها       | ابعاد       | رنگ                  | رو                      | پشت                                                       | نخستین چاپ | انتشار         | خروج از گردش   | پایان اعتبار   |
| ----- | ----- | --------- | ----------- | -------------------- | ----------------------- | --------------------------------------------------------- | ---------- | -------------- | -------------- | -------------- |
|       |       | ۲۰۰ Ft    | ۱۵۴ × ۷۰ mm | سبز                  | کاروی یکم (۱۲۸۸–۱۳۴۲)   | کاخ دیوسگیر                                               | ۱۹۹۸       | ۱ مه ۱۹۹۸      | ۱۵ نوامبر ۲۰۰۹ | ۱۵ نوامبر ۲۰۲۹ |
|       |       | ۲۰۰ Ft    | ۱۵۴ × ۷۰ mm | سبز                  | کاروی یکم (۱۲۸۸–۱۳۴۲)   | کاخ دیوسگیر                                               | ۲۰۰۱       |                | ۱۵ نوامبر ۲۰۰۹ | ۱۵ نوامبر ۲۰۲۹ |
|       |       | ۵۰۰ Ft    | ۱۵۴ × ۷۰ mm | نارنجی و قهوه‌ای      | فرنتس راکوتسی دوم       | کاخ شاروش‌پاتاک                                            | ۱۹۹۸       | ۱ دسامبر ۱۹۹۸  | ۳۱ اکتبر ۲۰۱۹  | ۳۱ اکتبر ۲۰۳۹  |
|       |       | ۵۰۰ Ft    | ۱۵۴ × ۷۰ mm | نارنجی و قهوه‌ای      | فرنتس راکوتسی دوم       | کاخ شاروش‌پاتاک                                            | ۲۰۰۱       | ۱ فوریه ۲۰۰۱   | ۳۱ اکتبر ۲۰۱۹  | ۳۱ اکتبر ۲۰۳۹  |
|       |       | ۵۰۰ Ft    | ۱۵۴ × ۷۰ mm | نارنجی و قهوه‌ای      | فرنتس راکوتسی دوم       | کاخ شاروش‌پاتاک                                            | ۲۰۰۷       | ۱۵ آوریل ۲۰۰۹  | ۳۱ اکتبر ۲۰۱۹  | ۳۱ اکتبر ۲۰۳۹  |
|       |       | ۵۰۰ Ft    | ۱۵۴ × ۷۰ mm | نارنجی و قهوه‌ای      | فرنتس راکوتسی دوم       | کاخ شاروش‌پاتاک                                            | ۲۰۱۳       |                | ۳۱ اکتبر ۲۰۱۹  | ۳۱ اکتبر ۲۰۳۹  |
|       |       | ۱,۰۰۰ Ft  | ۱۵۴ × ۷۰ mm | آبی                  | ماتیاش یکم (۱۴۴۳–۱۴۹۰)  | حوض هرکول در کاخ ویشگراد                                  | ۱۹۹۸       | ۱ سپتامبر ۱۹۹۸ | ۳۱ اوت ۲۰۰۷    | ۳۱ اوت ۲۰۲۷    |
|       |       | ۱,۰۰۰ Ft  | ۱۵۴ × ۷۰ mm | آبی                  | ماتیاش یکم (۱۴۴۳–۱۴۹۰)  | حوض هرکول در کاخ ویشگراد                                  | ۲۰۰۲       |                | ۳۱ اوت ۲۰۰۷    | ۳۱ اوت ۲۰۲۷    |
|       |       | ۱,۰۰۰ Ft  | ۱۵۴ × ۷۰ mm | آبی                  | ماتیاش یکم (۱۴۴۳–۱۴۹۰)  | حوض هرکول در کاخ ویشگراد                                  | ۲۰۰۵       | ۱۰ آوریل ۲۰۰۶  | ۳۱ اکتبر ۲۰۱۸  | ۳۱ اکتبر ۲۰۳۸  |
|       |       | ۲,۰۰۰ Ft  | ۱۵۴ × ۷۰ mm | قهوه‌ای               | گابریل بتلن (۱۵۸۰–۱۶۲۹) | نگاره «گابریل بتلن در میان دانشمندانش» اثر ویکتور ماداراس | ۱۹۹۸       | ۱ فوریه ۱۹۹۸   | ۳۱ ژوئیه ۲۰۱۷  | ۳۱ ژوئیه ۲۰۳۷  |
|       |       | ۲,۰۰۰ Ft  | ۱۵۴ × ۷۰ mm | قهوه‌ای               | گابریل بتلن (۱۵۸۰–۱۶۲۹) | نگاره «گابریل بتلن در میان دانشمندانش» اثر ویکتور ماداراس | ۲۰۰۲       |                | ۳۱ ژوئیه ۲۰۱۷  | ۳۱ ژوئیه ۲۰۳۷  |
|       |       | ۵,۰۰۰ Ft  | ۱۵۴ × ۷۰ mm | بنفش و سبز           | ایشتوان سچنیی           | عمارت سچنیی در نادی‌تسنک                                   | ۱۹۹۹       | ۱ آوریل ۱۹۹۹   | ۳۱ ژوئیه ۲۰۱۷  | ۳۱ ژوئیه ۲۰۱۷  |
|       |       | ۵,۰۰۰ Ft  | ۱۵۴ × ۷۰ mm | بنفش و سبز           | ایشتوان سچنیی           | عمارت سچنیی در نادی‌تسنک                                   | ۲۰۰۵       |                | ۳۱ ژوئیه ۲۰۱۷  | ۳۱ ژوئیه ۲۰۱۷  |
|       |       | ۱۰,۰۰۰ Ft | ۱۵۴ × ۷۰ mm | قرمز و آبی           | ایشتوان یکم (۹۷۵–۱۰۳۸)  | نگاره‌ای از استرگم اثر هوبرت ستلر                          | ۱۹۹۷       | ۱ ژوئیه ۱۹۹۷   | ۳۱ دسامبر ۲۰۱۹ | ۳۱ دسامبر ۲۰۱۹ |
|       |       | ۱۰,۰۰۰ Ft | ۱۵۴ × ۷۰ mm | قرمز و آبی           | ایشتوان یکم (۹۷۵–۱۰۳۸)  | نگاره‌ای از استرگم اثر هوبرت ستلر                          | ۱۹۹۸       | ۱۹۹۸           | ۳۱ دسامبر ۲۰۱۹ | ۳۱ دسامبر ۲۰۳۹ |
|       |       | ۱۰,۰۰۰ Ft | ۱۵۴ × ۷۰ mm | قرمز و آبی           | ایشتوان یکم (۹۷۵–۱۰۳۸)  | نگاره‌ای از استرگم اثر هوبرت ستلر                          | ۲۰۰۱       |                | ۳۱ دسامبر ۲۰۱۹ | ۳۱ دسامبر ۲۰۳۹ |
|       |       | ۱۰,۰۰۰ Ft | ۱۵۴ × ۷۰ mm | قرمز و آبی           | ایشتوان یکم (۹۷۵–۱۰۳۸)  | نگاره‌ای از استرگم اثر هوبرت ستلر                          | ۲۰۰۸       | ۸ سپتامبر ۲۰۰۸ | ۳۱ دسامبر ۲۰۱۹ | ۳۱ دسامبر ۲۰۳۹ |
|       |       | ۲۰,۰۰۰ Ft | ۱۵۴ × ۷۰ mm | خاکستری و قرمز کم‌رنگ | فرنتس دئاک (۱۸۰۳–۱۸۷۶)  | خانه نمایندگان در بوداپست                                 | ۱۹۹        | ۱ فوریه ۲۰۰۱   | ۳۱ دسامبر ۲۰۱۷ | ۳۱ دسامبر ۲۰۳۷ |
|       |       | ۲۰,۰۰۰ Ft | ۱۵۴ × ۷۰ mm | خاکستری و قرمز کم‌رنگ | فرنتس دئاک (۱۸۰۳–۱۸۷۶)  | خانه نمایندگان در بوداپست                                 | ۲۰۰۴       |                | ۳۱ دسامبر ۲۰۱۷ | ۳۱ دسامبر ۲۰۳۷ |
|       |       | ۲۰,۰۰۰ Ft | ۱۵۴ × ۷۰ mm | خاکستری و قرمز کم‌رنگ | فرنتس دئاک (۱۸۰۳–۱۸۷۶)  | خانه نمایندگان در بوداپست                                 | ۲۰۰۹       |                | ۳۱ دسامبر ۲۰۱۷ | ۳۱ دسامبر ۲۰۳۷ |

### اسکناس‌های یادبود
| نگاره | نگاره | بها      | ابعاد       | رنگ             | شرح               | شرح                                                  | شرح                                  | تاریخ       | تاریخ         | تاریخ         | تاریخ         |
| رو    | پشت   | بها      | ابعاد       | رنگ             | رو                | پشت                                                  | مناسبت                               | نخستین چاپ  | انتشار        | خروج از گردش  | پایان اعتبار  |
| ----- | ----- | -------- | ----------- | --------------- | ----------------- | ---------------------------------------------------- | ------------------------------------ | ----------- | ------------- | ------------- | ------------- |
|       |       | ۵۰۰ Ft   | ۱۵۴ × ۷۰ mm | نارنجی و قهوه‌ای | فرنتس راکوتسی دوم | ساختمان پارلمان مجارستان و پرچم انقلاب ۱۹۵۶ مجارستان | پنجاهمین سالگرد انقلاب ۱۹۵۶ مجارستان | ۲۰۰۶        | ۲۰ اکتبر ۲۰۰۶ | ۳۱ اکتبر ۲۰۱۹ | ۳۱ اکتبر ۲۰۳۹ |
|       |       | ۱,۰۰۰ Ft | ۱۵۴ × ۷۰ mm | آبی             | ماتیاش یکم        | حوض هرکول در کاخویشگراد                              | هزاره                                | ۲۰۰۰        | ۱ نوامبر ۲۰۰۰ | ۳۱ اوت ۲۰۰۷   | ۳۱ اوت ۲۰۲۷   |
|       |       | ۲,۰۰۰ Ft | ۱۵۴ × ۷۰ mm | قهوه‌ای کم‌رنگ    | تاج مقدس مجارستان | نگاره «غسل تعمید ایشتوان یکم» اثر دیولا بنچور        | هزاره پدید آمدن مجارستان             | ۲۰ اوت ۲۰۰۰ | ۲۰ اوت ۲۰۰۰   | در گردش       | در گردش       |

### سری ۲۰۱۴
بانک ملی مجارستان در سال ۲۰۱۴ سری چهارم و کنونی اسکناس‌ها را منتشر کرد. در این اسکناس‌ها همان درون‌مایه‌های پیشین به چشم می‌خورد ولی بر ویژگی‌های امنیتی افزوده شده است. 
| نگاره | نگاره | بها       | ابعاد       | رنگ     | شرح               | شرح                                                       | تاریخ      | تاریخ           | تاریخ        | تاریخ        |
| رو    | پشت   | بها       | ابعاد       | رنگ     | رو                | پشت                                                       | نخستین چاپ | انتشار          | خروج از گردش | پایان اعتبار |
| ----- | ----- | --------- | ----------- | ------- | ----------------- | --------------------------------------------------------- | ---------- | --------------- | ------------ | ------------ |
|       |       | ۵۰۰ Ft    | ۱۵۴ × ۷۰ mm | قرمز    | فرنتس راکوتسی دوم | کاخ شاروش‌پاتاک                                            | ۲۰۱۸       | ۱ فوریه ۲۰۱۹    | در گردش      | در گردش      |
|       |       | ۱,۰۰۰ Ft  | ۱۵۴ × ۷۰ mm | آبی     | ماتیاش یکم        | حوض هرکول در کاخ ویشگراد                                  | ۲۰۱۷       | ۱ مارس ۲۰۱۸     | در گردش      | در گردش      |
|       |       | ۲,۰۰۰ Ft  | ۱۵۴ × ۷۰ mm | قهوه‌ای  | گابریل بتلن       | نگاره «گابریل بتلن در میان دانشمندانش» اثر ویکتور ماداراس | ۲۰۱۶       | ۱ مارس ۲۰۱۷     | در گردش      | در گردش      |
|       |       | ۵,۰۰۰ Ft  | ۱۵۴ × ۷۰ mm | زرد     | ایشتوان سچنیی     | عمارت سچنیی در نادی‌تسنک                                   | ۲۰۱۶       | ۱ مارس ۲۰۱۷     | در گردش      | در گردش      |
|       |       | ۱۰,۰۰۰ Ft | ۱۵۴ × ۷۰ mm | ارغوانی | ایشتوان یکم       | نگاره‌ای از استرگم اثر هوبرت ستلر                          | ۲۰۱۴       | ۲ سپتامبر ۲۰۱۴  | در گردش      | در گردش      |
|       |       | ۲۰,۰۰۰ Ft | ۱۵۴ × ۷۰ mm | سبز     | فرنتس دئاک        | خانه نمایندگان در بوداپست                                 | ۲۰۱۵       | ۲۵ سپتامبر ۲۰۱۵ | در گردش      | در گردش      |